# Monroe (Wisconsin)
Monroe ist eine Stadt (mit dem Status „City“) und Verwaltungssitz des Green County im US-amerikanischen Bundesstaat Wisconsin. Das U.S. Census Bureau hat bei der Volkszählung 2020 eine Einwohnerzahl von 10.661 ermittelt.
Die Stadt und der County sind im ganzen Land für ihre Käseprodukte bekannt. So trägt die Stadt den Spitznamen Schweizer Käse Hauptstadt der USA. In den 40er Jahren des 19. Jahrhunderts kamen die ersten Schweizer in das Gebiet und produzierten Schweizer Käse. Seit 1914 finden in jedem graden Jahr die Cheese Days statt.

## Geografie
Monroe liegt in einer üppigen Hügellandschaft im Süden Wisconsins, 11,6 km nördlich der Grenze zu Illinois. Der am Mississippi gelegene Schnittpunkt der drei Bundesstaaten Wisconsin, Iowa und Illinois liegt 90,6 km westlich.
Die geografischen Koordinaten von Monroe sind 42°35′56″ nördlicher Breite und 89°38′28″ westlicher Länge. Das Stadtgebiet erstreckt sich über eine Fläche von 12,51 km².
Nachbarorte von Monroe sind Monticello (18,2 km nordnordöstlich), Albany (24,7 km nordöstlich), Juda (12,1 km östlich), Orangeville in Illinois (17,4 km südlich), Winslow in Illinois (23,8 km südwestlich), Browntown (14,7 km westsüdwestlich) und Argyle (24,2 km nordwestlich).
Die nächstgelegenen Großstädte sind Wisconsins Hauptstadt Madison (69,3 km nordnordöstlich), Milwaukee (175 km ostnordöstlich), Chicago (209 km ostsüdöstlich) und Rockford (73,8 km südöstlich).

## Verkehr
Die Wisconsin State Highways 11 und 81 verlaufen auf einem gemeinsamen Streckenabschnitt als nördliche Umgehungsstraße um Monroe, bis der WIS 81 im Nordwesten der Stadt in nördlicher Richtung den gemeinsamen Streckenabschnitt verlässt. Der Wisconsin State Highway 59 erreicht an der Einmündung in die nördliche Umgehungsstraße seinen westlichen Endpunkt. Der Wisconsin State Highway 69 verläuft in Nord-Süd-Richtung und führt nach der Kreuzung mit der nördlichen Umgehungsstraße als Hauptstraße durch das Zentrum von Monroe. Alle weiteren Straßen sind untergeordnete Landstraßen, teils unbefestigte Fahrwege sowie innerörtliche Verbindungsstraßen.
Von West nach Ost verläuft durch Monroe eine Eisenbahnstrecke der Wisconsin and Southern Railroad (WSOR), einer regionalen (Class II) Frachtverkehrsgesellschaft.
Durch das Stadtgebiet von Monroe verläuft mit dem Badger State Trail ein Rail Trail für Wanderer und Radfahrer. Im Winter kann der Wanderweg auch mit Schneemobilen befahren werden.
Mit dem Monroe Municipal Airport befindet sich 6,5 km nordöstlich vom Stadtzentrum ein kleiner Flugplatz. Die nächsten Verkehrsflughäfen sind der Dane County Regional Airport in Madison (83 km nordnordöstlich) und der Chicago Rockford International Airport (82,1 km südöstlich).

## Bevölkerung
Nach der Volkszählung im Jahr 2010 lebten in Monroe 10.827 Menschen in 4810 Haushalten. Die Bevölkerungsdichte betrug 865,5 Einwohner pro Quadratkilometer. In den 4810 Haushalten lebten statistisch je 2,22 Personen.
Ethnisch betrachtet setzte sich die Bevölkerung zusammen aus 94,8 Prozent Weißen, 0,6 Prozent Afroamerikanern, 0,2 Prozent amerikanischen Ureinwohnern, 0,7 Prozent Asiaten sowie 2,6 Prozent aus anderen ethnischen Gruppen; 1,1 Prozent stammten von zwei oder mehr Ethnien ab. Unabhängig von der ethnischen Zugehörigkeit waren 4,9 Prozent der Bevölkerung spanischer oder lateinamerikanischer Abstammung.
22,5 Prozent der Bevölkerung waren unter 18 Jahre alt, 58,7 Prozent waren zwischen 18 und 64 und 18,8 Prozent waren 65 Jahre oder älter. 52,1 Prozent der Bevölkerung war weiblich.
Das mittlere jährliche Einkommen eines Haushalts lag bei 41.197 USD. Das Pro-Kopf-Einkommen betrug 25.783 USD. 14,1 Prozent der Einwohner lebten unterhalb der Armutsgrenze.

## Persönlichkeiten
- Karl Theodor Bayrhoffer (1812–1888) – Philosoph und Freidenker – starb in Monroe
- Alfred von Görtz-Wrisberg (1814–1868) – Offizier und Politiker – lebte in den 1850er Jahren in Monroe
- Joe Dodge (1922–2004) – Jazz-Schlagzeuger – geboren in Monroe
- Manuel Conrad Elmer (1886–1988) – Soziologe und Hochschullehrer – geboren und aufgewachsen in Monroe
- Clint Jones (* 1984) – ehemaliger Skispringer – geboren in Monroe
- Paul H. Lamboley (* 1940) – Jurist – geboren in Monroe
- Nathan F. Twining (1897–1982) – Stabschef der US Air Force (1953–1957) – geboren in Monroe
- George Otto Wirz (1929–2010) – katholischer Weihbischof in Madison (1977–2004) – geboren und aufgewachsen in Monroe